# Верд (Румунія)
Верд (рум. Vărd) — село у повіті Сібіу в Румунії. Входить до складу комуни Кірпер.
Село розташоване на відстані 204 км на північний захід від Бухареста, 39 км на північний схід від Сібіу, 120 км на південний схід від Клуж-Напоки, 84 км на північний захід від Брашова.

## Населення
За даними перепису населення 2002 року у селі проживали 348 осіб.
Національний склад населення села:
| Національність | Кількість осіб | Відсоток |
| -------------- | -------------- | -------- |
| румуни         | 275            | 79,0%    |
| цигани         | 60             | 17,2%    |
| угорці         | 11             | 3,2%     |

Рідною мовою назвали:
| Мова      | Кількість осіб | Відсоток |
| --------- | -------------- | -------- |
| румунська | 295            | 84,8%    |
| циганська | 41             | 11,8%    |
| угорська  | 10             | 2,9%     |